# Будлунги
Будлунги — легендарная династия гуннских конунгов, представители которой фигурируют в ряде произведений германской и скандинавской средневековой литературы.

## История династии
Автор Noregr byggðist называет родоначальником Будлунгов морского конунга по имени Будли, одного из сыновей легендарного конунга Хальвдана Старого. Вместе со своим братом Ауди Будли завоевал Саксонию и Валланд. «Будли завладел Саксландом. Он был отцом Аттиля, отца Вивиля, отца Лэви, отца Будли, отца Сёрли или Серли, Атли и Брюнхильд, матери Аслауг, и этот род Харальда Прекрасноволосого назывался Будлунги».
«Песнь о Нибелунгах» упоминает Ботлунга (Будли) как отца и предшественника гуннского короля Этцеля (Атли, Аттилы). Сестра Этцеля Брюнхильда стала женой одного из бургундских королей Гунтера и виновницей гибели Зигфрида. Её брат позже стал мужем вдовы Зигфрида Кримхильды и орудием её мести собственным братьям.
«Сага о Вёльсунгах» тоже упоминает конунга Будли и его детей — Атли, Брюнхильд и Бекхильд, жену хёвдинга Хейми. При этом Атли — «сановитый и великий воитель», но не уточняется, какой страной он правит. Брюнхильд должна была стать женой Сигурда Убийцы Фафнира и даже родила от него дочь Аслауг, но старший из Гьюкунгов женился на ней благодаря обману. Брюнхильд спровоцировала Гьюкунгов на убийство Сигурда, а потом покончила с собой. Атли женился на Гудрун, вдове Сигурда. Чтобы завладеть золотом, принадлежавшим когда-то Фафниру, Атли заманил к себе Гьюкунгов и убил их. Тогда Гудрун убила двух своих сыновей от Атли, а потом и его самого.
Согласно исландским сагам, дочь Брюнхильд от Сигурда по имени Аслауг стала женой Рагнара Кожаные Штаны. Таким образом Будлунги оказались в числе предков Харальда Прекрасноволосого.
Будлунги — это ещё и поэтический эпитет, использовавшийся как синоним понятий «конунг», «князь», «вождь». Исследователи полагают, что имя Будли было выдумано средневековыми авторами, чтобы объяснить название династии.